# Bacteria reductora de sulfato

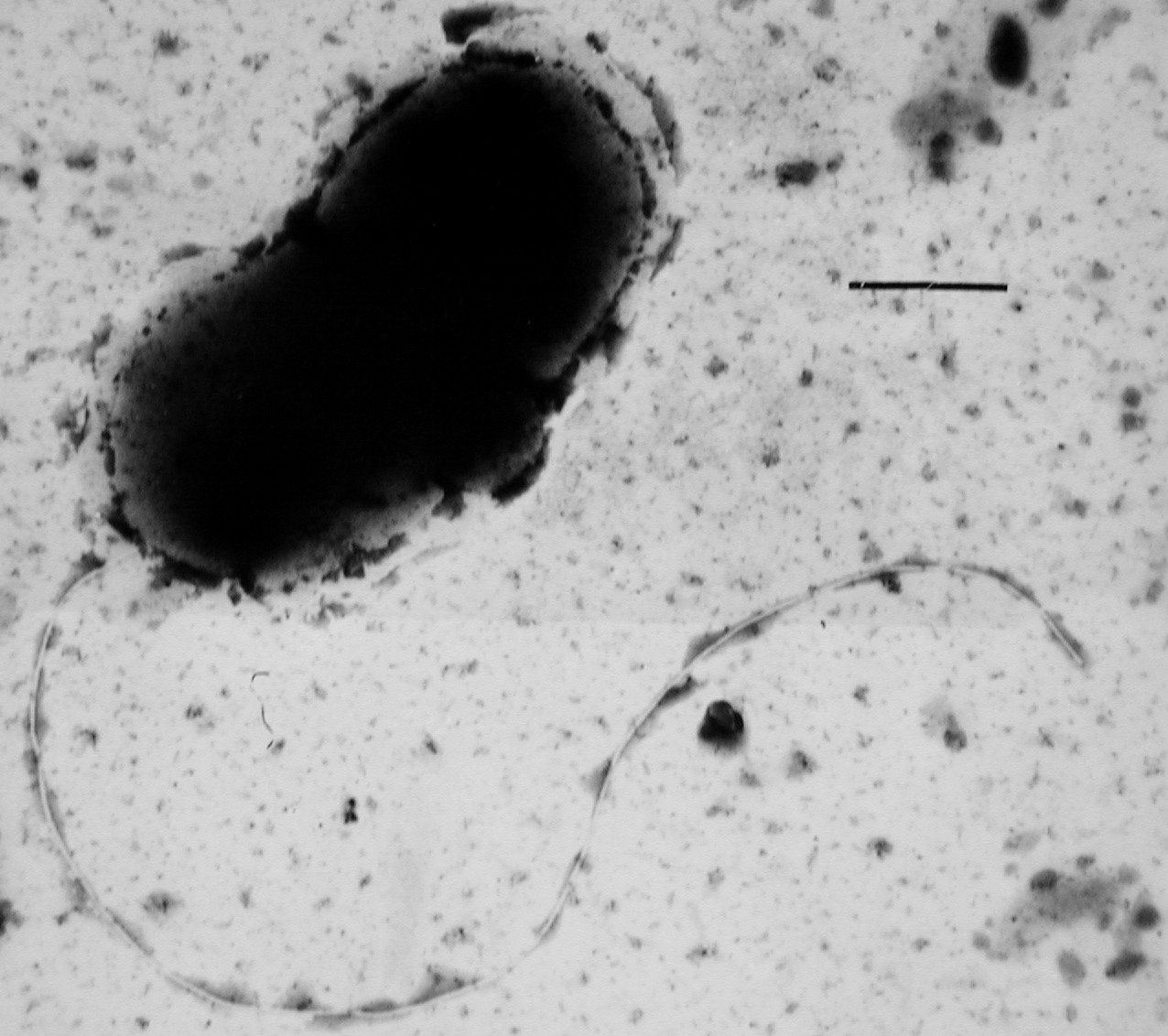
Desulfovibrio vulgaris es la especie de microorganismo reductor de sulfato mejor estudiada; la barra en la esquina superior derecha tiene 0,5 micrómetros de largo.

Las bacterias reductoras de sulfato o bacterias sulfato reductoras (BSR) comprenden varios grupos de bacterias que utilizan el sulfato como agente oxidante, reduciéndolo a sulfuro. La mayoría pueden utilizar también compuestos de azufre oxidados como, por ejemplo, sulfito y tiosulfato o azufre elemental.
El olor a huevos podridos del sulfuro de hidrógeno es a menudo un marcador para la presencia de bacterias reductoras de sulfato en la naturaleza.
Muchos organismos reducen pequeñas cantidades de sulfatos para sintetizar componentes celulares que contienen azufre; Esto se conoce como reducción asimilatoria de sulfato. Por el contrario, los microorganismos reductores de sulfato considerados aquí reducen el sulfato en grandes cantidades para obtener energía y expulsar el sulfuro resultante como desecho; esto se conoce como reducción de sulfato disimilatorio.
El sulfato es usado como el aceptor terminal de electrones de su cadena de transporte de electrones. La mayoría de ellos son anaerobios; sin embargo, hay ejemplos de microorganismos reductores de sulfato que toleran el oxígeno, y algunos de ellos incluso pueden realizar respiración aeróbica. No se ha observado crecimiento de BSR cuando se usa oxígeno como el aceptor de electrones.
Existen microorganismos reductores de sulfato que también pueden reducir otros aceptores de electrones, como fumarato, nitrato (NO3−), nitrito (NO2−), hierro férrico [Fe (III)] y dimetilsulfóxido. Algunos microorganismos reductores de sulfato también pueden utilizar directamente hierro metálico [Fe (0)] como donante de electrones, oxidándolo a hierro ferroso [Fe (II)].
En términos de donadores de electrones, este grupo contiene tanto organótrofos como litotróficos. Los organótrofos oxidan compuestos orgánicos, como carbohidratos, ácidos orgánicos (p. Ej., Formiato, lactato, acetato, propionato y butirato), alcoholes (metanol y etanol), hidrocarburos alifáticos (incluido metano) e hidrocarburos aromáticos (benceno, tolueno, etilbenceno y xileno). Los litótrofos oxidan el hidrógeno molecular (H2), por lo que compiten con los metanógenos y los acetógenos en condiciones anaeróbicas.

## Evolución
Los microorganismos reductores de sulfato se remontan a hace 3500 millones de años y se consideran una de las formas más antiguas de microbios, ya que han contribuido al ciclo del azufre y a la precipitación del hierro marino poco después de que surgiera la vida en la Tierra.
Durante el evento de extinción Pérmico-Triásico (hace 250 millones de años) parece haber ocurrido un evento anóxico severo donde estas formas de bacterias se convirtieron en la fuerza dominante en los ecosistemas oceánicos, produciendo grandes cantidades de sulfuro de hidrógeno, lo que envenenó a muchos organismos aerobios.

## Filogenia
Las bacterias reductoras de sulfato se tratan como un grupo fenotípico junto con otras bacterias reductoras de azufre para propósitos identificativos. A partir de 2009, se conocen 60 géneros que contienen 220 especies de bacterias reductoras de sulfato.
Se encuentran en varias líneas filogenéticas, tres de las cuales se incluyen en Pseudomonadota, todas en el subgrupo delta:
- Desulfobacterales
- Desulfovibrionales
- Syntrophobacterales

El segundo grupo más grande de bacterias reductoras de sulfato se encuentra entre los Bacillota, incluidos los géneros
- Desulfotomaculum
- Desulfosporomusa
- Desulfosporosinus

Otro grupo incluye termófilos en su propio filo, Thermodesulfobacteria. Las bacterias reductoras de sulfato restantes se clasifican con otras bacterias en Nitrospirae (Thermodesulfovibrio ) y en el grupo gram positivo Peptococcaceae (Desulfotomaculum,)
Hay también un único género de Archaea capaz de la reducción del sulfato, Archaeoglobus.sin embargo las arqueas no son propiamente bacterias, por lo que solo se les incluye cuando se habla de microorganismos sulfato reductores. Hay tres géneros conocidos de arqueas reductoras de sulfato: Archaeoglobus, Thermocladium y Caldivirga. Se encuentran en respiraderos hidrotermales, depósitos de petróleo y aguas termales.
En julio de 2019, un estudio científico de Kidd Mine en Canadá descubrió microorganismos reductores de sulfato que viven a 2,400 m debajo de la superficie. Los reductores de sulfato descubiertos en Kidd Mine son litotrofos, que obtienen su energía oxidando minerales como la pirita en lugar de compuestos orgánicos. Kidd Mine es también el sitio del agua más antigua conocida en la Tierra

## Ecología
El sulfato se produce ampliamente en el agua de mar, sedimentos y agua rica en material orgánico en descomposición. El sulfato también se encuentra en ambientes más extremos, como respiraderos hidrotermales, sitios de drenaje de minas ácidas, campos petroleros y el subsuelo profundo, incluyendo el agua subterránea aislada más antigua del mundo. Los microorganismos reductores de sulfato son comunes en ambientes anaeróbicos donde degradan materia orgánica. En estos entornos anaeróbicos, las bacterias fermentadas extraen energía de grandes moléculas orgánicas; los compuestos más pequeños resultantes, como los ácidos orgánicos y los alcoholes, se oxidan aún más por acetógenos y metanógenos que compiten con los microorganismos reductores de sulfato.
El sulfuro de hidrógeno tóxico es un producto de desecho de microorganismos reductores de sulfato; su olor a huevo podrido es a menudo un marcador de la presencia de microorganismos reductores de sulfato en la naturaleza. Los microorganismos reductores de sulfato son responsables de los olores sulfurosos de las marismas y las llanuras de barro. Gran parte del sulfuro de hidrógeno reaccionará con iones metálicos en el agua para producir sulfuros metálicos. Estos sulfuros metálicos, como el sulfuro ferroso (FeS), son insolubles y a menudo negros o marrones, lo que produce el color oscuro del lodo.
Las bacterias reductoras de sulfato también generan metilmercurio neurotóxico como un subproducto de su metabolismo, a través de la metilación del mercurio inorgánico presente en su entorno. Se sabe que son la fuente dominante de esta forma bioacumulativa de mercurio en los sistemas acuáticos.

## Usos
Algunos microorganismos reductores de sulfato pueden reducir los hidrocarburos como petróleo, y se han utilizado para limpiar suelos contaminados. Su uso también se ha propuesto para otros tipos de contaminantes.
Los microorganismos reductores de sulfato se consideran como una forma posible de lidiar con aguas ácidas de minas producidas por otros microorganismos, ya que su metabolismo basifica el medio.

## Problemas causados por microorganismos reductores de sulfato
En ingeniería, los microorganismos reductores de sulfato pueden crear problemas cuando las estructuras metálicas están expuestas al agua que contiene sulfato: la interacción del agua y el metal crea una capa de hidrógeno molecular en la superficie del metal; los microorganismos reductores de sulfato luego oxidan el hidrógeno mientras crean sulfuro de hidrógeno, que contribuye a la corrosión.
El sulfuro de hidrógeno de los microorganismos reductores de sulfato también juega un papel en la corrosión de sulfuro biogénico del hormigón. También ocurre en el petróleo crudo agrio.
Algunos microorganismos reductores de sulfato juegan un papel en la oxidación anaerobia del metano:
CH4 + SO42− → HCO3− + HS− + H2O
Una fracción importante del metano formado por metanógenos debajo del lecho marino es oxidado por microorganismos reductores de sulfato en la zona de transición que separa la metanogénesis de la actividad de reducción de sulfato en los sedimentos. Este proceso también se considera un sumidero importante para el sulfato en los sedimentos marinos.
En la fracturación hidráulica, los fluidos se utilizan para fracturar las formaciones de lutitas para recuperar metano (gas de lutita) e hidrocarburos. Los compuestos biocidas a menudo se agregan al agua para inhibir la actividad microbiana de los microorganismos reductores de sulfato, a fin de evitar, entre otros, la oxidación anaeróbica de metano y la generación de sulfuro de hidrógeno, lo que finalmente reduce al mínimo la pérdida potencial de producción.